# Leptoxenus bimaculatus
Leptoxenus bimaculatus är en skalbaggsart som först beskrevs av Masaki Matsushita 1933.  Leptoxenus bimaculatus ingår i släktet Leptoxenus och familjen långhorningar.
Artens utbredningsområde är Taiwan. Inga underarter finns listade i Catalogue of Life.